# Packington, Leicestershire
Packington är en ort och civil parish i Storbritannien.   Den ligger i distriktet North West Leicestershire, grevskapet Leicestershire och riksdelen England, i den södra delen av landet, 160 km nordväst om huvudstaden London. Packington ligger 117 meter över havet och antalet invånare är 738.
Terrängen runt Packington är platt, och sluttar västerut. Runt Packington är det tätbefolkat, med 343 invånare per kvadratkilometer. Närmaste större samhälle är Tamworth, 18,7 km sydväst om Packington. Trakten runt Packington består till största delen av jordbruksmark.